# 東出剛
東出 剛（ひがしで たけし、1964年9月25日 - 2004年2月22日）は元競輪選手。千葉県出身。現役時代は日本競輪選手会千葉支部所属、ホームバンクは千葉競輪場。日本競輪学校（当時。以下、競輪学校）第54期生。初出走は1984年9月2日の玉野競輪場で初勝利も同レース。最後のレースは2003年7月19日の前橋競輪場。血液型はA型。

## 戦績
千葉経済大学附属高等学校を卒業後、競輪学校に入学。早い時期から追い込み選手として活躍し、1990年代半ばからトップクラスに定着。特別競輪では1996年の高松宮杯競輪、1997年の競輪祭で2着に入るなど活躍を見せた。1997年と1999年は獲得賞金額上位でKEIRINグランプリにも出場している。
この他にも何度かGI決勝進出を果たしただけでなく、当時は無敵とも言えるほどの強さを誇った神山雄一郎や金古将人の後位を回る事が多かったこともあり、「タイトルに最も近い男」と呼ばれ続けた。
しかし、2003年7月の寬仁親王牌で2日目に失格となったのを最後に、レースから遠ざかった。そして、9月開催の地元記念を欠場するとともに、胃癌を患っていることを公表した。その後も復帰を目指し闘病生活を送ったものの、翌2004年2月22日に千葉県内の病院で死去。39歳没。
亡くなった当日は花月園競輪場においてGII・東王座戦が開催中であり、東出を非常に慕っていた後輩の森下太志（千葉・61期）が東出の道具を装着して競走に臨み、自身初のGII決勝戦進出を果たした。東出の危機的状況を知りながら参加していた森下は、レース後しばらくの間は泣き崩れていたという。
2004年2月23日、選手登録消除。現役時代の通算戦績は1576戦382勝、優勝60回（うちGIII28回）。その年のベストナインを意味するKEIRINグランプリ出場を2度果たしたが、GI2着2回、GII2着2回とタイトルにはあと一歩届かず、ファンの間では「無冠の帝王」と呼ばれた。
その後、志半ばで逝った東出の生前の功績を称え、東出の冠レースである『東出剛メモリアルカップ・グランドチャンピオン500』が年1回、2020年度まで開催された（2017年度までは千葉競輪場にて開催、2018年度から2020年度までは千葉競輪場改修工事に伴い松戸競輪場にて代替開催）。

## 競走スタイル
追い込み選手として活躍。堅実なマーク、先行選手の援護に加え、直線でのハンドル捌きも一流の技術を持っていた。特に全盛時の直線の切れ味は天下一品で、TVの画面では力を抜いているようにしか見えないのに実際には車体がグンと伸びるという差し方で注目を集めた。また、最終日の負け戦でも手を抜かないことで知られていた。

## エピソード
- 中野浩一著「中野浩一の競輪へ行こう」によると、デビューまもない頃から競り合いに強かった反面、フォームが悪いため、とりわけ併走状態になるといつ「落とされるか」（あるいは、東出自身が落車するか）分からない状態だったという、非常に危なっかしい走り方をしていたという。
- 2009年の第18回寬仁親王牌で優勝し、自身初のGIタイトルを獲得した海老根恵太は優勝インタビューで開口一番、「天国の東出さんありがとう」と言った。その背景には、海老根の素質を誰よりも認め見抜いていた東出が、決勝2着に終わった名古屋記念で結果的に期待を裏切っていた海老根に「もっと自信持って逃げろ」と叱り飛ばしたり、別府記念では東出に気を遣い過ぎる海老根に対し「要らん気遣うな、自分のレースをちゃんとやれ」と説教していたからではないか、と述べている（熊本の競輪専門紙・コンドルの2009年7月7日付記事より）。